# 中容国
中容國是古代神話故事中的一個國家名稱。有一个国家叫中容之国，帝俊生了中容，中容国人以野兽的肉和果树的果实为食，他们能驱使四种野兽：豹、虎、熊、罴。东方的荒远之地中有一座山，名叫壑明俊疾，这是太阳和月亮升起的之地。中容國就在那裡。中容國在姑餘山的東邊，國中有赤木和玄木的葉子可以食用，吃此樹葉的人可以得道成仙。文章中并未指明“壑明俊疾山”的具体位置，只是开头提及“东海之外有大壑”以及“少昊孺帝颛顼”。